# Golden Best Yellow Generation
Golden Best Yellow Generation è una raccolta delle YeLLOW Generation pubblicata il 22 dicembre 2010, a quattro anni dal loro scioglimento.

## L'album
L'album contiene 17 tracce, 9 delle quali sono costituite dai singoli pubblicati dalla band: 8 tracce provengono dall'album CARPE DIEM, 7 dall'album Life-sized Portrait e due dal singolo Dual, mai apparso prima in un full-length.

## Lista tracce
Testi e musiche di Yuki Suzuki, Yūko Asami e Hitomi Watanabe, tranne dove indicato.
1. Lost Generation – 5:42
2. Nigemizu ~Like a road mirage~ (逃げ水～Like a road mirage～?) – 4:27
3. Kitakaze to Taiyō (北風と太陽?) (Yuki Uchida) – 5:17
4. 2880316 ~Chikyū Saigo no Hi no Minasama e~ (2880316～地球最後の日の皆様へ?) – 4:02
5. CARPE DIEM ~Ima, kono Shunkan o Ikiru~ (CARPE DIEM~今,この瞬間を生きる~?) – 6:36
6. Hadaka no Osama (裸の王様?) – 3:57
7. Hozuki (鬼灯?) – 5:57
8. Utakata (うたかた?) – 4:49
9. Shunrai (春雷?) – 5:19
10. Yozora ni Saku Hana ~eternal place~ (夜空に咲く花~eternal place~?) – 5:10
11. Tobira no Mukō e (扉の向こうへ?) – 4:48
12. Kimi ga Itakara ~eternal way~ (君がいたから~eternal way~?) – 4:36
13. YELLOW – 4:06
14. Tritoma (トリトマ?) – 5:10
15. Dual – 4:02
16. I will never forget ~Mou hitotsu no riyuu~ (I will never forget.～もうひとつの理由～?) – 4:54
17. two love, true love – 4:50

## Formazione
- Yuki – voce
- Yūko – voce
- Hitomi – voce